# 탐구학습
탐구학습(探究學習, inquiry-based learning, 영국 영어: enquiry-based learning)은 질문, 문제, 시나리오를 제시함으로써 시작하는 능동적 학습의 일종이다. 탐구학습 모형은 여러 학교에서 즐겨 적용하고 있으며 이를 통한 학습과정의 일반적 흐름이 존재한다.

## 탐구학습 모형을 통한 학습 계획

### 안내
안내 단계에서는 교사는 이미 가르치기를 결정한 개념이나 일반화에 대한 문제점을 학생으로 하여금 갖게 한다. 교과서 문장·그림·지도·슬라이드·통계표 등으로 문제를 안내한다. 교사가 사용하는 이러한 자료들은 아이디어의 분석과 실험을 위한 발상자료의 역할을 한다. 이 단계에서 배경이 되는 지식을 넣어주기 위하여 개념학습 방법을 쓸 수도 있고 설명식 방법으로 관계되는 학생들의 경험을 상기시켜 줄 수도 있다. 예를 들면, 다음과 같은 역사 교과서의 문장을 학생들에게 읽힐 수 있다. "문명은 비옥한 물가에서 발상되었다. 이러한 지역들은 풍부한 식량원을 가지고 있으며, 농사짓기·물자·수송 등을 위한 물을 얻기 쉬웠다(나일 강, 티그리스－유프라테스 강, 인더스 강, 황하)"

### 가설의 형성
가설은 어떤 문제의 설명 혹은 해결에 대한 언급이다. 그것은 고려되는 사회현상에 적용될 수 있는 선후관계(先後關係)·설명·기술·정책을 가급적 분명하게 표현한 것이다. 교사는 개념과 개념의 관계를 통하여 학생들로 하여금 가설을 내리도록 유도한다. 이 단계에서 학생들은 전단계에서 문명의 발상에 대하여 문명은 식량·물·연모를 만드는 데 쓰이는 금속 등과 같은 기본자원이 풍부한 곳에서만 생긴다고 말할 수 있다.

### 탐색
안내와 가설이 귀납적이라면 탐색은 연역적이다. 가설은 논리적인 연역이나 암시를 통하여 더 신중하게 설명된다. 교사는 "만약-한다면, -일 것이다"의 논리적 연역을 학생들이 해낼 수 있도록 충분히 도와주어야 한다.
문명의 발상에 관한 예를 가지고 탐색을 한다면, 만약 문명이 천연자원이 풍부한 곳에서 발달한다면, 간단히 살 수 있을 정도의 자원만 생산되는 곳에서 문명이 발상하지 않았을 것이다.
만약 문명이 자원이 풍부한 곳에서 발달한다면 자원이 별로 없는 사막지대에서는 문명이 발상하지 않았을 것이다.
만약 문명이 자원이 풍부한 곳에서 발달한다면, 자원이 풍부하지 않은 지역은 자원이 풍부한 다른 지역의 도움을 얻어야 문명이 발상할 수 있을 것이다.

### 증거 제시
학생들이 가설을 입증 또는 부정하는 사고과정을 가질 수 있도록 도와준다. 학생들이 사고하는 과정에서 질문을 하면, 교사는 직접적인 해답을 제시하기보다는 첨가적인 질문이나 사고방향을 도와 줄 수 있는 방향으로 사고과정을 유도해야 한다. 이 단계에서 예를 들면, 에스키모들은 간신히 먹고 살 수 있을 정도의 것만을 생산한다. 결핍이 문명 발달을 억제했을 것이다. 사하라나 고비사막은 문명이 발달하지 못했다. 지금도 사막지방은 인간생활에 충분한 자원을 주지는 못한다.
에스키모는 서구인이 풍부한 물자를 들여오기 전까지는 문명이 없었다. 충분한 식량을 가지지 못한 저개발국가들도 서구인의 풍부한 공업제품을 들여오기 전까지는 문명에 접하지 못했다.

### 일반화
탐구단계의 마지막은 설명적·인과적·상관적·실용적 일반화의 표현이다. 일반화는 모든 입수할 증거에 입각하여 문제에 대한 가장 논리적이고 조리있는 해결을 말하는 것이다. 그러나 이것도 최종적인 진리를 대표하는 것은 아니며 언제든지 바뀔 수 있는 것이다. 교사는 학생들이 증거 이상의 일반화를 내리지 않도록 도와주어야 한다. 따라서 문명의 발상에 대하여 만일 풍부한 자원을 제공하는 강이 있다면 문명이 나타날 것이라고 일반화를 내릴 수 있다.

## 같이 보기
- 액션러닝
- 문제 기반 학습
- 프로젝트 기반 학습
- 과학 문해